# Microcosm
Microcosm är ett shoot 'em up-spel utvecklat och utgivet av Psygnosis 1993. Spelet skapades ursprungligen till FM Towns för att senare porteras till Sega Mega-CD, Amiga CD32, och 3DO, samt MS-DOS. Grafiken utvecklades med  datorer från Silicon Graphics.

## Handling
Spelet utspelar sig på den fiktiva planeten Bodor, i omloppsbana runt stjärnan Bator. Året är 2051, och två företag, Cybertech och Axiom, tävlar om att dominera den interplanetariska marknaden. Axiom injicerar små föremål i Cybertechs ordförande Tiron Korsbys kropp, för att kunna hjärntvätta honom. När Cybertech får reda på detta skickar man två minifarkoster, styrda av två förminskade figurer, som injiceras i hans kropp för att stoppa hjärntvätten. Spelet är inspirerat av filmen Den fantastiska resan.

### Fotnoter
1. ↑  ”Microcosm Release Date (Amiga CD32)”. Microcosm Release Date (Amiga CD32). GameFAQs. Arkiverad från originalet den 30 juli 2012. https://archive.is/20120730185723/http://www.gamefaqs.com/console/cd32/data/952179.html. Läst 7 juni 2014.
2. ↑  ”Microcosm for FM Towns (1993)”. MobyGames. http://www.mobygames.com/game/fmtowns/microcosm. Läst 7 juni 2014.
3. ↑  ”Microcosm Release Date (Sega Mega-CD)”. Microcosm Release Date (Sega Mega-CD). GameFAQs. Arkiverad från originalet den 6 maj 2009. https://web.archive.org/web/20090506080253/http://www.gamefaqs.com/console/segacd/data/587972.html. Läst 7 juni 2014.
4. ↑  ”Microcosm Release Date (3DO)”. Microcosm Release Date (3DO). GameFAQs. Arkiverad från originalet den 26 augusti 2007. https://web.archive.org/web/20070826141047/http://www.gamefaqs.com/console/3do/data/584436.html. Läst 7 juni 2014.
5. ↑  McFerran, Damien (2 February 2014). ”Fantastic voyage: The making of Microcosm”. Eurogamer. http://www.eurogamer.net/articles/2014-01-02-a-fantastic-voyage-the-making-of-microcosm. Läst 7 juni 20142.